# John Edward Redmond

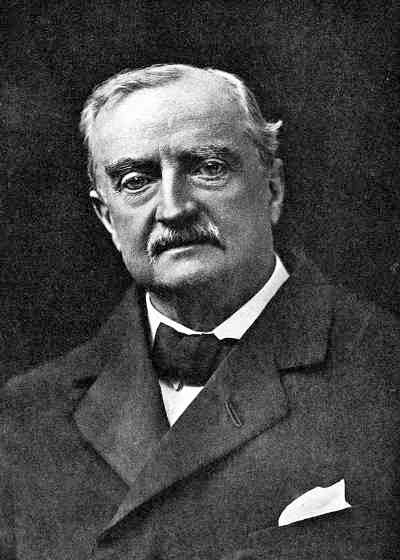
John Edward Redmond

John Edward Redmond (irl. Seán Éamonn Mac Réamainn; ur. 1 września 1856 w Dublinie, zm. 6 marca 1918 w Londynie) – irlandzki polityk. Był liderem Irish Parliamentary Party. Jego życiowym celem było wywalczenie dla Irlandii home rule, czyli autonomii w ramach imperium brytyjskiego.

## Życiorys
Jego rodzicami byli William Archer Redmond i jego żona Mary, z domu Hoey. Miał brata Williama Hoeya Kearneya Redmonda (1861–1917). Kształcił się u jezuitów w Clongowes Wood College, a następnie w latach 1874–1876 studiował w Trinity College w Dublinie. W 1876 został urzędnikiem w brytyjskim parlamencie. Uczęszczał na zebrania polityczne, na których przemawiał Charles Stewart Parnell. W 1880 został wybrany do Izby Gmin. Karierę polityczną rozpoczął od udziału w skandalu, kiedy to irlandzcy deputowani zostali usunięci z obrad. Jak sam mówił, po zaprzysiężeniu i pierwszym wystąpieniu został zawieszony w prawach posła. Jednak wygrywał kolejne wybory i aż do śmierci zasiadał w parlamencie, reprezentując okręgi Wexford North (1885–1891) i Waterford (1891–1918). W 1883 odbył podróż do Australii celem zbierania funduszy na działalność patriotyczną. Ożenił się tam z Jo(h)anną Mary, przyrodnią siostrą Jamesa i Thomasa Daltonów. Miał z nią troje dzieci, syna i córki. Żona zmarła w 1889.
Zmarł w wyniku operacji usunięcia kamieni żółciowych.